# ضاية الفرد
ضاية الفردمن أشهر البحيرات بولاية تلمسان وتتواجد ببلدية العريشة ويبلغ أقصى إتساع لها 1275 هآ وصنفت كمحمية طبيعية 12 ديسمبر 2004 حيث تضم أكثر من 80 نوع من الطيور

## وصف
منخفض داخلي دائم تحيط به المراعي وحقول الحبوب، تهيمن شجيرات التمرسك على حواف البحيرة معتدلة الملوحة، وهي بمثابة ملاذ ومواقع تعشيش لمختلف الأنواع. تستضيف منطقة المياه المفتوحة مجموعة واسعة من الطيور ومنها طيور النحام الكبيرة Phoenicopterus roseus والرافعة المشتركة Grus grus و ruddy shelduck Tadorna ferruginea و coot Fulica atra والطيور الجارحة والخوض. هناك أيضا بعض البرمائيات مجهولة الهوية. النشاط المحلي الوحيد هو الزراعة ، مع استخراج بعض المياه من البحيرة. في الماضي ، كانت الضرائب تُحصَّل من القوافل المارة ؛ يستضيف الموقع اليوم سوقًا أسبوعيًا ، مما يجعله مثاليًا للجمع بين السياحة البيئية والبحث العلمي والثقافي. هناك خطط لتحويل الموقع إلى محمية طبيعية لربطها بمنتزه تلمسان الوطني

## تهديدات
1. الجفاف الذي ضرب المنطقة لسنين عديدة[5]
2. التلوث عن طريق المياه الناتجة عن الصرف الغير المنظم القادم من القرى المجاورة[6]